# Dalibor Chatrný
Dalibor Chatrný (28 de agosto de 1925 en Brno – 5 de julio de 2012 en Rajhrad u Brna) fue  uno de los artistas checos más significativos y apreciados en el arte conceptual y abstracto de postguerra –  pintor, grafista, tipógrafo y también pedagogo. 

## Estudios
Después del bachillerato en Brno, los aňos 1944-1948 estudió en la Facultad de Pegagogía de la Universidad Carolina de Praga. Más tarde, durante los años 1949-1953 estudió en la Academia de Artes Plásticas en Praga en el taller de Vladimír Silkovský y Vladimír Sychra.

## Obra

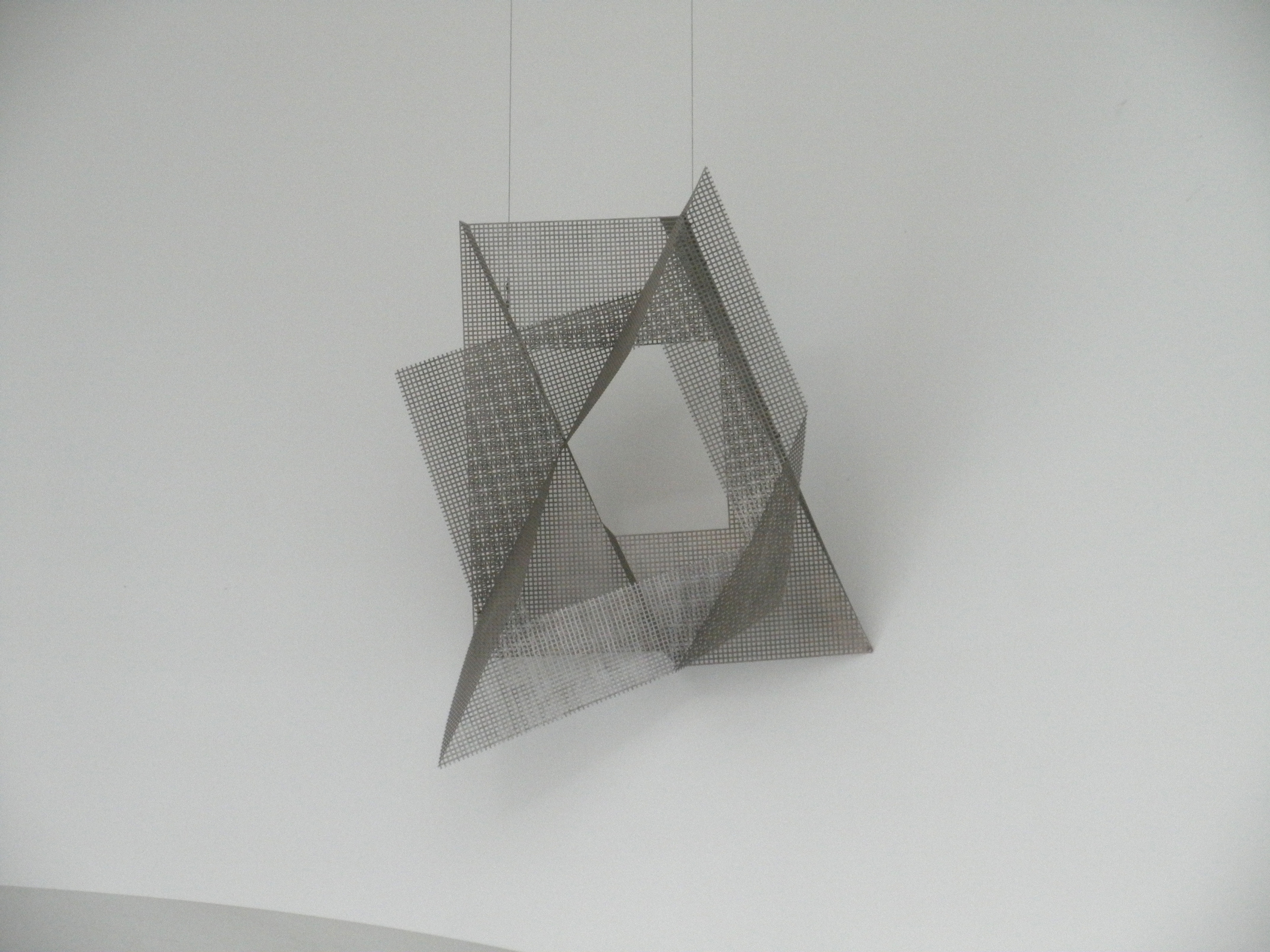
.

En el principio de su obra se dedicaba más de todo a las gráficas y dibujos clásicos. Por muchos fue llamado incansable experimentador con un espíritu infantil, pero su obra no se puede considerar como puramente experimental – en la obra se nota una centidumbre, concentración i a pesar de su multilateralidad unidad e integridad absoluta. 
Obra de Dalibor Chatrný está compuesta de varios materiales, elementos, nuevas formas artísticas y nuevas técnicas creativas que desarrollaba durante toda su vida.
Como elemento básico de su obra se puede considerar la línea y todo lo que ofrece. Formaba ciclos de trabajos, por ejemplo con espejos, con imanes y limaduras  magnéticas o con dibujos pintados con ambas manos al mismo tiempo (como A deux mains de 1987, Dada y Con gusto de 1988). También trabajaba con el texto y con las fotografías que a menudo interveniendo en ellas las deformaba  o al contrario acentuaba su mensaje interno.

## Actuación académica
- 1963–1986 Escuela de arte industrial secundaria en Brno, el apartamento de gráfica promocional

- 1990–1992 Academia de Artes Plásticas en Praga, el taller de gráficas

- 1992–1993 Facultad de Artes plásticas en Brno, el taller de tendencias conceptuales

- 1992–1994 Departamento de escenografía en JAMU (Janáček Academy of Music and Performing Arts)

## Grupos artísticos
- Profil 58
- Parabola
- Klub konkrétistů (Club de concretistas)
- Umělecká beseda Praha (Debate artístico Praga)
- TTklub

## Premios
- 1960 Premio de Antonín Procházka
- 1968 Primer premio en la bienal Investigación de gráficas
- 1985 Premio en la bienal de Gráficas europeas
- 1997 Premio de Vladimír Boudník, gráfica del aňo 1996
- 2000 Premio de Michael Ranný por extraordinario aporte para las artes plásticas checas
- 2001 Premio Asociación A - R Christmas 2001
- 2006 Premio de la ciudad de Brno por  la obra de toda su vida
- 2007 Premio del ministro de cultura de la República Checa
- 2011 Artista tiene premio y Premio de Václav Stratil

Fuentes externas
- http://www.ceskatelevize.cz/porady/10123378705-kreslen-svetem-dalibor-chatrny/

- https://web.archive.org/web/20150203015630/http://creativoas.cz/autori/25-dalibor-chatrny/

- http://cs.wikipedia.org/wiki/Dalibor_Chatrný

- http://kulturissimo.cz/index.php?dalibor-chatrny-olomouc&detail=218

- Datos: Q11774109